# Psychotria victoriae
Psychotria victoriae är en måreväxtart som beskrevs av Paul Carpenter Standley. Psychotria victoriae ingår i släktet Psychotria och familjen måreväxter. Inga underarter finns listade i Catalogue of Life.